# رواية
الرواية هي سلسلة من الأحداث تُسرد بسرد نثري طويل يصف شخصيات خيالية أو واقعية وأحداثاً على شكل قصة متسلسلة، كما أنها أكبر الأجناس القصصية من حيث الحجم وتعدد الشخصيات وتنوع الأحداث، وقد ظهرت في أوروبا بوصفها جنساً أدبياً مؤثراً في القرن الثامن عشر، والرواية حكاية تعتمد السرد بما فيه من وصف وحوار وصراع بين الشخصيات وما ينطوي عليه ذلك من تأزم وجدل وتغذية الأحداث.

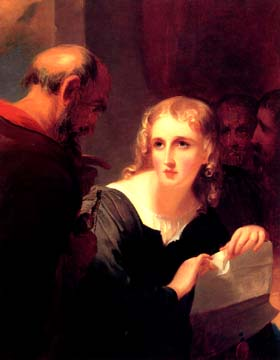
شايلوك وبورشيا للرسام توماس سولي (1835) من مسرحية تاجر البندقية لوليام شكسبير

## عناصر بناء الرواية

### الشخصيات
الشخصية في الرواية هي التي تجذب القارئ أو المستمع للرواية ، فتحقق الاختيار الصحيح لها مهم للغاية. وللوصول إلى الاختيار الصحيح لا بد وأن تكون الشخصيات ذات أبعاد ثلاثية مثل باقي شخصيات الحياة: أشخاص لهم مخاوف وآمال، أشخاص لهم نقاط ضعف ونقاط قوة، أشخاص لهم هدف أو أكثر في الحياة.
- البطل: وهي الشخصية المحورية في العمل الأدبي، وشخصيته دائماً ما تكون مرنة قادرة على التغير.. وتغلب عليه السمات العشر التالية والتي تُبنى عليها الرواية حتى نهايتها:

1. تعثره في الأحداث لوجود تحدي أمامه يعترضه.
2. رفضه لهذا التحدي.
3. إجبار نفسه على قبول هذا التحدي.
4. السفر في طريق المحاولات.
5. جمع القوى والحلفاء له.
6. مواجهة الشرور التي تحاول هزيمته.
7. فترات من ظلمة النفس واليأس، يأتي بعدها الفرج.
8. قوة إيمانية تمكنه من مواجهة المواقف الصعبة.
9. مواجهة الشر مرة أخرى، ثم فجأة ينتصر الحق.
10. ينتقل الطالب من مرحلة تعلمه إلى مدرس يدرس غيره الدروس.[7]

- الخصم: وهو القوى التي يناضل معها البطل والذي يقدم عنصر الشر في الوقت ذاته، وقد يكون الشر مقدما في صورة بسيطة أو صورة معقدة بأحداث وشخصيات متعددة. ولا يتمثل الخصم في شخص فقط يحاول هزيمة البطل والانتصار عليه.. فمن الممكن أن يكون صراع البطل نفسيا مع سلوك وقرارات خاطئة تراوده ويحاول التغلب عليها.

وقد تخضع كلٌ من شخصيات الخير والشر لتغير أفضل في السلوك، وهذا نوع آخر من حل الصراع «التغير في الشخصية» وليس فقط انتصار البطل على الخصم.
- الشخصيات المساعدة (الثانوية): إذا كانت الرواية تركز على بطل أو بطلين (قوى الخير والشر)، فهناك شخصيات أخرى متعددة تكمل بناء الرواية وتسمى بالشخصيات المساعدة أو الثانوية. فقد يكون ليس لهم دور رئيسي لكنه أساسي وبدونه لن تَكتمل الأحداث.

### الحبكة
هو سير أحداث القصة ناحية الحل. ويوجد نمطان لأحداث الحبكة:
- الحبكة النمطية: وفيها تسير الأحداث بالشكل المتعارف عليها من البداية الطبيعية للأحداث ثم التسلسل الطبيعي في حدوث الأزمة ثم تصاعدها ومحاولة حلها.
- الحبكة المركبة: التي تبدأ الأحداث فيها بالنهاية، ثم يتم استعراض الأحداث التي أدت إليها.. أي يبدأ الكاتب بالعقدة ثم يحاول حلها.

ويرى بعض النقاد أن الحبكة عنصرٌ مهمٌ لا تقوم الرواية من دونه ومع ذلك فيمكن الاستغناء عنه إذا لم يرَ الكاتب أهمية لدوره، أو إذا ما وجد بديلًا يمكنه اللجوء إليه لتحقيق الهدف نفسه.

### الموضوع
الموضوع هو الوعظ أو القيمة التي يتم تقديمها في الرواية ويدور حولها مضمون الرواية بأكمله.
كما يمكن وصف الموضوع بأنه رسالة أو الدرس الذي يحاول الكاتب أن يلقنه للقارئ. ويُكشف الستار عن هذه القيم من خلال العقبات التي تواجهها شخصيات الرواية محاولين تخطي هذه العقبات من أجل إحراز الهدف، ويعتبر الموضوع هو أساس القصة والغرض منها وبدون الهدف ستصبح القصة تافهة.

### الزمان والمكان
- زمن الرواية

يوجد زمنان للرواية، الأول هو الزمن العام الذي تدور فيه أحداث الرواية كحقبة زمنية محددة مثل قرن أو سنة من السنين، والثاني هو الزمن الخاص أو يُطلق عليه زمن الرواية هو الذي يقدم فترة زمنية محددة تدور فيه الرواية كيوم محدد من أيام الشهر وما إلى ذلك.
زمان الرواية أطول من زمن القصة
- مكان الرواية

لابد وأن يكون وصف الكاتب للمكان وصفاً حياً لكي يتعايش القارئ مع أحداث الرواية وكأنها حقيقة، وهذا يتطلب من الكاتب زيارة أماكن الأحداث حتى يتمكن من وصفها بدقة.

### عناصر أخرى
- العقدة

ويُطلق على العقدة «الحبكة الأولى»، وهي بدء الصراع الذي يخلق الحركة وتقدم أحداث القصة، وهو المشهد أو الحدث الذي يغير من حياة البطل/البطلة وترسله في رحلة لكي يحل هذه العقدة أو الصراع. وبدون وجود العقدة وحدوث التغير في شخصية البطل وظهور عنصر التشويق والإثارة فستظل القصة «ساكنة بلا حراك».
- الأحداث المتصاعدة

وهي محاولة حل البطل للعقدة بعد اكتشافها، لكنه يُقابل بقوى الشر التي تحاول منعه من حل هذه العقدة.. وهنا تصبح الأحداث متصاعدة. وقوى الرغبة في التغلب على هذه الشرور تلازم البطل طوال أحداث القصة وهذه الرغبة لا تجعله يستسلم.
وهذه الأحداث المتصاعدة هي قوى الصراع بين البطل وخصومه، ويبدأ البطل في رحلته بالبحث عن مفتاح الحل، وقد تتلاشى هذه الرغبة في بادئ الأمر إذا تعرض للهزيمة لكن سرعان ما تعاوده بقوة مرة أخرى لكي يحل العقدة ونصل إلى نهاية الرواية.
- الذروة (نقطة الظهور)

فإذا كانت العقدة هي «الحبكة الأولى»، فذروة الأحداث هي «الحبكة الثانية»، وهي اللحظة التي يكتشف فيها البطل طبيعة العقدة المقدمة في الرواية (الصراع) وعلاقتها بحياته ويُطلق عليها «لحظة الكينونة» وهذا ما قالته الكاتبة «فيرجينيا وولف». وفيها تتضح جميع العلاقات في الرواية بين الخير والشر وقد لا يعرف البطل كيفية حل هذه العقدة لكن كل شيء وكل معلومة تتضح أمامه في هذه المرحلة من الرواية.
- الحوار

الحوار هو المحادثة أو تبادل الكلام بين شخصين أو أكثر من شخصيات الرواية، ووظيفة الحوار الأساسية هي إعطاء فكرة عن أحداث الرواية وعن زمانها ومكانها.
ونجاح الحوار يتحقق بالاستخدام الصحيح للكلمات واللهجات وبالنبرات الصوتية الملائمة. كما أن من مقومات الحوار الناجح ابتعاد الكاتب عن استخدام اللغة الرسمية التي يصعب على القارئ فهمها إلا بعد قراءتها عديداً. مع تجنب الخطأ القاتل بتكرار ثم قال: "---"، وصرخ: "---"، ثم رد قائلاً: "---"... إلخ، والكاتب الماهر يكتفي بأن يكتب الجملة الحوارية بطريقة واضحة يستطيع القارئ فهم من الذي يقوم بتوجيه الحديث ولمن؟ وإذا كانت هناك ضرورة لاستخدام مثل هذه الكلمات فيتم اللجوء إليها بدون قطع تسلسل الرواية أمام عين القارئ.
- حل العقدة

تقل حدة التشويق والإثارة عند هذه النقطة في القصة، حيث تعود الأحداث من جديد في الرجوع إلى إيقاعها الطبيعي الذي بدأت به. وهنا يتم التوصل إلى الحقيقة والتي بمقتضاها يحل البطل الصراع. وفي هذه المرحلة لم يعد البطل هو الوحيد الذي يعلم بالمشكلة ولكن أصبحت الحقائق مرئية أمام جميع شخصيات العمل، ويقول نجم السينما العالمي «بروس ويلز»: «ذروة المشكلة يمكن تشبيهها بالدم الموجود داخل الجسد، أما عند حلها يصبح الدم خارجه».

## المقومات الفنية للرواية
الطول ليس العنصر الوحيد الذي يميز الرواية عن باقي الأجناس الأدبية النثرية الأخرى، وإنما توجد مقومات فنية أخرى تجعلها ممتعة لقرائها.
ومن هذه المقومات الفنية العناصر التالية:
- موضوع الرواية

يدور العمل الأدبي فيها حول حادثة رئيسية واحدة، تتفرع منها أحداث ثانوية أخرى متعددة، وعلى الرغم من تركيز الأحداث على بطل أو اثنين إلا أنه هناك شخصيات ثانوية أيضاً تظهر في هذه الرواية تقوم بتجسيد هذه الأحداث أو المواضيع الثانوية.
- التفصيل في الرواية

من خصائص الرواية أن كاتبها يميل إلى الإسهاب في سرد الأحداث بما فيها الزمان والمكان ولا يترك شيئاً إلا أن يقدم له وصفاً مفصلاً.. حيث أن الرواية تستمد طولها من هذا الوصف التفصيلي.
ويضم الموضوع العديد من الأمور التي تعكس دقائق الأمور في بيئة أو مجتمع، فنظرة الكاتب هنا في الرواية هي نظرة شمولية لا تقتصر على خبراته الشخصية وإنما تشتمل على أحداث وطبائع وعادات وأزمنة قد لا يكون مر بها.
- فنية الرواية

هناك بعض النقاد يشيرون إلى أن الرواية تفتقد إلى عنصر الفنية لتشعب أحداثها والوقوف على تفاصيل يتم الإسهاب فيها. أي أن حرية الكاتب سواء للإيجاز أو الإسهاب (بالطبع دون أن تتأثر المقومات الأساسية في كتابة الرواية) يعني عدم التقيد، وعدم التقيد يعطي سهولة في الكتابة ولا يكون هناك احتياج للدقة.
- طبيعة الرواية

تقدم الرواية سرداً لأحداث وأزمنة وأماكن كثيرة، وهذا يتطلب أن يكون كاتبها مؤرخ للتاريخ، أو أن يكون باحثاً اجتماعياً ملماً بكافة التفاصيل حتى تتوافر المصداقية في روايته لأنه يتناول الحدث وكأنها تحدث في الحقيقة.. الأمر الذي يتطلب الدراسة المتعمقة لكافة الأنماط المحيطة به في البيئة لكي تبدو طبيعية لتتوافر واقعية الأحداث. فالإنسان ينجذب إلى كل ما هو واقعي أو اجتماعي يحدث من حوله.
- ذاتية الرواية

راوي أو سارد أو كاتب الأحداث بوسعه أن يعرض وجهة نظره الذاتية من خلال موضوع الرواية- لكن بطريقة غير مباشرة، في حين أن الأنواع القصصية الأخرى تكون موضوعية تقل التفاصيل فيها وتلتزم بقالب فني معين.

## أنواع الرواية

### الرواية العاطفية (الرومانسية)
وهي الرواية التي تغلب عليها قصص الحب والمثالية، ولا تلفت إلى مشكلات المجتمع أو الحكم أو المشكلات السياسية الأخرى. وتقوم عقدة الرواية على المغامرة العاطفية، وتتابع الأحداث فيها يعبر عن القلق الوجداني الذي يحيط بأبطال الرواية لكي يتم الوصول إلى تبادل العلاقة المثالية من الحب والغرام.
أي أن الرواية الرومانسية تنصب على العلاقات الاجتماعية السائدة بين الرجل والمرأة، ولكنها لا تكون فقط في صورة علاقة الحب الرومانسي بل تمتد إلى مختلف أشكال العلاقات الاجتماعية بين الرجل والمرأة مثل: موت والد البطلة واحتياجها الحنان والحب الذي تفتقده بموت الأب، أو فرض السيطرة من جانب الرجل مثلاً في علاقة زواج والتي تعكس «النقص العاطفي/الحرمان العاطفي» الذي يتم البحث عنه للوصول إلى حد الإشباع والاطمئنان.
ويشير بعض النقاد إلى أن الهدف من الرواية العاطفية هو مجرد تقديم التسلية وتصوير للعلاقات الاجتماعية التي تبحث عن الحب وتشعر بالحرمان العاطفي.
لكن هذا الرأي لا يوجد فيه شيء من الصحة، فالرواية الرومانسية على العكس تماماً حيث تقدم قضايا هامة في المجتمع، فالمحيط الحسي هام لكل فرد في المجتمع لكي يخلق شخصية سوية تُصلح المجتمع، كما أن مناقشة العلاقات الاجتماعية المختلفة بين الرجل والمرأة تؤثر تأثيرا لا حد له في أي مجتمع من المجتمعات من خلال مناقشة الظلم أو الفشل... إلخ
ولا بد أن تكون اللغة المستخدمة في هذا النوع من الروايات تراكيب قوية تنشط العاطفة.
وكمثال على هذه الروايات يعتبر موقع منتديات غرام أحد أهم المراجع. كونه يحتوى على مواهب شابه تخصصت في كتابة هذا النوع من الروايات .

### الرواية البوليسية
أو يُطلق عليها رواية الجريمة، قوامها التشويق والإثارة حيث تُقدم الرواية في صورة ألغاز الجريمة التي يسعى القارئ حلها طوال قراءته للرواية أو مشاهدته لها بالبحث عن المجرم من خلال تتبع أحداث الجريمة.
تختلف الرواية البوليسية عن رواية المخبر السري:
- أوجه الاشتراك: الموضوع في كل من الرواية البوليسية ورواية المخبر السري واحد وهو وجود الجريمة.
- أوجه الاختلاف: الرواية البوليسية تقص حكاية جريمة بتسلسل منطقي زمني، أما رواية المخبر السري تقص حكاية الكشف عن جريمة أي البدء من النهاية باستعراض حدوث جريمة قتل.

ويندرج تحت هذه النوع من الروايات البوليسية روايات التجسس والروايات البوليسية النفسية.

### الرواية التاريخية
هو ذلك النمط السردي الذي يستمد أحداثه من التاريخ بل وشخصياته أيضاً، ورواية التاريخ (الرواية التاريخية) هي رواية الماضي لأنها دائماً ما تقص أحداث وشخصيات عظيمة وأبطال شهدتها العصور السابقة.
فالرواية التاريخية هي توثيق الصلة بالماضي، والتاريخ له أدب مستقل بذاته والشخص الذي يقوم بسرد التاريخ معروف بالمؤرخ.
وبالاستناد إلى التاريخ يمكن لمؤلفي الأجناس الأدبية المختلفة اقتباس شخصيات لها علامات بارزة وأحداث هامة تكون مادة لعملهم الأدبي ألا وهو الموضوع الذي تدور حوله الرواية. وهناك نوع آخر من الرواية التاريخية والذي يعرف باسم الرواية التاريخية الشعبية مثل: ألف ليلة وليلة. والنمط الآخر متمثل في الرواية التاريخية التعليمية، فالتاريخ ليس فقط عرضا لتراث السلف وإنما تربية النشء بتعليمه المبادئ ذات القيم الحميدة التي كان يقتنيها الأجداد.

### الرواية السياسية
هي رواية النضال الإيجابية العادلة ومكافحة السلبية، أو هي رواية المبادئ المعارضة للفكر السائد ضد الحكم والحكومة. فالرواية السياسية تناقش القضايا السياسية الموجودة على الساحة، ويكون ذلك إما بشكل مباشر أو غير مباشر لموضوعات عن طريق استخدام الرمزية. ودائماً ما يكون هناك صراع مع أنظمة الحكم والمعاداة لهم حيث يحاول البطل بكل ما لديه من طاقات يسخرها لكي يتغلب على هذا الصراع.. وغالباً ما يفشل في مكافحة هذه السلبية الظالمة.

### الرواية الوطنية

رجال في الشمس رواية وطنية لغسان كنفاني

هي روايات التضحية من أجل الوطن والبحث عن الحرية من براثن الاستعمار الذي يمثل الظلم. ويمثل الأحداث في الرواية الحربية بطل واحد بعينه الذي يقدم نضال شعب بأكمله من خلاله.

### الرواية الواقعية
هي سرد لقصص لأشخاص واقعيين وأحداث حقيقية من خلال الأساليب الدرامية للرواية. وغالباً ما تهدف إلى تغيير هذا الواقع الذي يقدمه مضمون الرواية لخدمة المجتمع وإصلاحه بتدعيم القيم الإيجابية والطاقات، وذلك بتقديم نماذج إنسانية متعرضة للأزمات.
توجد أنواع عديدة للرواية الواقعية: واقعية نقدية، واقعية تحليلية، واقعية جديدة، واقعية رمزية، واقعية فلسفية.

### أنواع أخرى من الرواية
- رواية المتشردين:

والتي يكون فيها البطل شخصا يعاني اجتماعياً ويقابل العديد من الصعوبات والمغامرات التي من خلالها يرى العالم من حوله ثم يعقب بسخرية، ويحاول التغلب على هذه الصعوبات لكي يحيا.
- الرواية القوطية:

هي الرواية الرومانسية الأوروبية والتي يغلب عليها طابع الغموض والرعب، ومثل هذه الروايات يكون مكانها القلاع أو أماكن مخيفة تكون فيها ممرات ضيقة ومظلمة. وتكون الحبكة فيها مشتملة على وجود الأشباح والخرافات وعنصر الانتقام أيضاً.
- الرواية التعليمية:

ظهرت في نهاية القرن الثامن عشر وبداية القرن التاسع عشر، حيث وضعت من أجل مناهج التدريس للصغار وتكون الحبكة فيها على نطاق ضيق ليس فيه إسهاب.
- الرواية الرخيصة:

رواية مثيرة عديمة القيمة الأدبية، وغالباً ما تكون ورقية الغلاف وهي من ميلودراما المغامرات.
- الرواية الوجدانية:

الرواية الوجدانية مصطلح يستوعب أو يستغل كل أنواع الرواية التي تثير وجدان القارئ وتعاطفه من خلال تقديم الموضوع بطريقة غير واقعية.
- الرواية النفسية:

هي رواية يعانى بطلها من حالة نفسية نتيجة أزمة عاصفة مر بها ينتج عنها سلوك غير متوافق اجتماعيا مما يتطلب وجود معالج طبيب أو صديق أو حبيبة تتولى النبش في ماضى البطل من خلال الحوار وعملية الاستيطان الذاتى أو شهادات المقربين منه للوصول لسبب الحالة النفسية وتأتى لحظة التنوير في الرواية أو اكتمال الحدث وتسمى الرواية النفسية بالرواية الفريودية
```
وهنا يقدم البطل أفكارا ومشاعر ودوافع وأحاسيس الشخصيات، وكل هذه العوامل مصدر اهتمام للقارئ بدرجة مساوية أو أن تتفوق على الأفعال والأحداث الخارجية للرواية. بل وهذه الأحاسيس الداخلية هي التي تؤثر وتحرك الأحداث الخارجية.
```

- رواية السلوك:

وهي تعيد خلق العالم الاجتماعى من حولنا من خلال نقل مشاهدات دقيقة ومفصلة عن العادات والقيم والأخلاقيات للمجتمع، وهذا ما يسيطر على القصة.
- الرواية الرسائلية:

وهي من أوائل أنواع الرواية وتطورت كثيراً وأصبحت لها شعبية حتى القرن التاسع عشر، وهي تقدم في شكل سلسلة من الرسائل التي تكتب بواسطة شخص أو أكثر مثل رواية ماجدولين.
- رواية التمهن:

وتعرف برواية السير الذاتية والتي تركز على حياة فرد في فترة صغيرة وسلوكه الاجتماعي والأخلاقي حتى بلوغه وكبره.
- رواية الطبقات الاجتماعية العليا:

ظهرت في أوائل القرن التاسع عشر، وتقع تحت كوميديا السلوك. وهي ترسم صورة للطبقات الاجتماعية العليا في أوروبا وغالباً من قبل فرد أو أفراد ينتمون إلى هذه الطبقة.
- الرواية الملغزة:. رواية تعنى بالمجهول وبكلّ ما تكتنفه الأسرار. قد تكون مجرّد حكاية توقع الرعب في النفس، وقد تكون رواية علمية أو خيال علمي أو قصة بوليسية، وقد تدور على الجاسوسية وعلى نشاطات الجمعيات السرية
- الرواية الفانتازية:

هي الرواية التي يكون بها أشباح وكائنات خارقة للعادة.
- الرواية الفلسفية: هي الرواية التي تتناول قضية من قضايا الفلسفة مثل قضية التحرر من العبودية أو مناقشة القضايا الميتافيزيقية و ما وراء الطبيعة
- الرواية الشعرية.
- الرواية الجنسية.
- الرواية الخيالية.
- الرواية الإسلامية.

## لماذا نستمتع بالرواية
تجتمع في الرواية مجموعة من العوامل تدفع القارئ للاستمتاع بها مثل:
- متعة السرد: منذ القدم، والناس يأنسون بالحكاية. هناك شيء غريزي يدفعنا للإنصات حين يبدأ أحدهم بجملة مثل: “كان يا ما كان…”. السرد الجيد يشبه النهر الجاري، يشدّنا من أول كلمة، ويأخذنا في مجراه حتى آخر سطر، سواء كانت الرواية قصة شخصية، أو خبرًا متخيّلاً، أو حتى أحداثًا تاريخية أعيد رسمها.
- متعة التخيل: الرواية تفتح أمامنا بابًا واسعًا نحو عوالم لم نرها من قبل. نتخيل المدن، الوجوه، اللحظات، وحتى الأصوات. نخلق في أذهاننا أماكن لا وجود لها إلا بين السطور، ونعيش مع شخصيات لا نعرفها في الواقع، لكنها تصبح قريبة كأنها منا.
- متعة اللغة: أحيانًا، لا يكون الحدث هو ما يشدنا، بل الطريقة التي كُتب بها. حين تكون اللغة حيّة، مشحونة بالصور، محكمة بلا تكلف، يشعر القارئ أنه لا يقرأ فقط، بل يتذوق الجمل كما يتذوق نغمة موسيقية أو مشهداً سينمائياً.
- متعة الإيهام بالحقيقة: الرواية الناجحة تُشعرنا أن ما نقرأه يمكن أن يحدث، أو ربما حدث فعلاً. نتعامل مع الشخصيات وكأنها حقيقية، وننحاز لبعضها، ونتضايق من بعضها الآخر، ونقلق على مصيرها كما لو كانت جزءًا من حياتنا.
- المتعة الشعورية: الرواية الجيدة تضعنا على حافة الكرسي. لحظة نشعر بالفرح، ولحظة نحس بالحزن، وأحيانًا بالخوف أو الدهشة. هذه التقلّبات لا تحدث عبثًا، بل تُعيدنا إلى أنفسنا، وتساعدنا على فهم مشاعرنا من خلال مشاعر الآخرين.
- الرواية كصورة للحياة : الحياة ليست دائمًا سعيدة، ولا دائمة الحزن. فيها من الحلاوة والمرارة ما يكفي لتُبقي الإنسان يقظًا. والرواية، حين تعكس هذا التنوّع والتناقض، تمنحنا متعة حقيقية؛ لأنها لا تقدم وهمًا ورديًّا، بل تحاكي واقعنا بلغة أدبية تجعلنا نرى أنفسنا في مرآتها.

## مدارس أدبية
- كلاسيكية.
- واقعية.
- حداثية.
- مدارس ما بعد الحداثة.
- نظرية السرد.
- سريالية.
- مذهب الطبيعة.

## الرواية العربية
لقد شهدت العقود الأولى من القرن العشرين محاولات بسيطة في كتابة الرواية العربية عالجت موضوعات تاريخية واجتماعية وعاطفية، بأسلوب تقريري مباشر. توخّت تسلية القارئ وتعليمه ثم تبعت ذلك محاولات فنية جادة في كتابة الرواية، منها:
- 1. رواية (حسن العواقب)، 1899 للأديبة زينب فواز (1844-1914).
- 2. رواية زينب، 1914 للدكتور محمد حسين هيكل.
- 3. رواية (دعاء الكروان) للدكتور طه حسين.
- 4.(رواية سارة) لعباس محمود العقاد.
- 5. رواية (إبراهيم الكاتب) تأليف إبراهيم عبد القادر المازني، وغيرها في العراق وسوريا ولبنان.
- 6. وتعد رواية (جلال خالد) للقاص العراقي محمود أحمد السيد التي أصدرها عام 1928م من أولى المحاولات الناجحة في كتابة الرواية الفنية في العراق. وظلت وتائر تطور الرواية في الوطن العربي مستمرة لتصل في النصف الثاني من القرن العشرين إلى المستوى الذي جعل بعضها يقف مع أفضل الأعمال الروائية العالمية، وبرز في كتابتها أكثر من واحد من الروائيين العرب الذين طبقت شهرتهم أنحاء كثيرة من العالم وترجمت أعمالهم إلى لغات عديدة منهم: توفيق الحكيم ونجيب محفوظ ويوسف إدريس.